# Marco Munazio Silla Ceriale
Marco Munazio Silla Ceriale (latino: Marcus Munatius Sulla Cerialis; ... – 219) è stato un senatore romano.
Ceriale era di stirpe italica. Fu legato della provincia del Norico; poiché esiste un'iscrizione databile durante la sua magistratura in cui gli abitanti del Norico non sono considerati cittadini romani, è probabile che il suo governo sia iniziato prima del 212, anno in cui la Constitutio Antoniniana concesse la cittadinanza romana a tutti gli abitanti dell'impero.
Nel 215 Ceriale divenne console; nel 217/218 fu legato in Cappadocia, dove venne assassinato nel 219 per ordine dell'imperatore Eliogabalo, insospettito da alcuni suoi comportamenti.
Suo figlio era Marco Munazio Silla Urbano, console del 234.